# Голден-Біч (Флорида)
Голден-Біч (англ. Golden Beach) — місто (англ. town) в США, в окрузі Маямі-Дейд штату Флорида. Населення — 961 особа (2020).

## Географія
Голден-Біч розташований за координатами 25°57′51″ пн. ш. 80°7′17″ зх. д. / 25.96417° пн. ш. 80.12139° зх. д. (25.964123, -80.121467).  За даними Бюро перепису населення США в 2010 році місто мало площу 1,07 км², з яких 0,87 км² — суходіл та 0,20 км² — водойми.

## Демографія
Згідно з переписом 2010 року, у місті мешкало 919 осіб у 287 домогосподарствах у складі 236 родин. Густота населення становила 856 осіб/км².  Було 355 помешкань (330/км²).
Расовий склад населення:
| - 97,8 % — білих - 1,7 % — чорних або афроамериканців - 0,3 % — азіатів |

До двох чи більше рас належало 0,0 %. Частка іспаномовних становила 26,2 % від усіх жителів.
За віковим діапазоном населення розподілялося таким чином: 28,3 % — особи молодші 18 років, 59,6 % — особи у віці 18—64 років, 12,1 % — особи у віці 65 років та старші. Медіана віку мешканця становила 41,6 року. На 100 осіб жіночої статі у місті припадало 99,3 чоловіків;  на 100 жінок у віці від 18 років та старших — 95,5 чоловіків також старших 18 років.
Середній дохід на одне домашнє господарство  становив 252 808 доларів США (медіана — 148 750), а середній дохід на одну сім'ю — 284 728 доларів (медіана — 158 125). За межею бідності перебувало 11,0 % осіб, у тому числі 7,4 % дітей у віці до 18 років та 21,4 % осіб у віці 65 років та старших.
Цивільне працевлаштоване населення становило 248 осіб. Основні галузі зайнятості: науковці, спеціалісти, менеджери — 23,4 %, освіта, охорона здоров'я та соціальна допомога — 20,6 %, фінанси, страхування та нерухомість — 15,7 %, оптова торгівля — 11,7 %.